# Kolonisatie

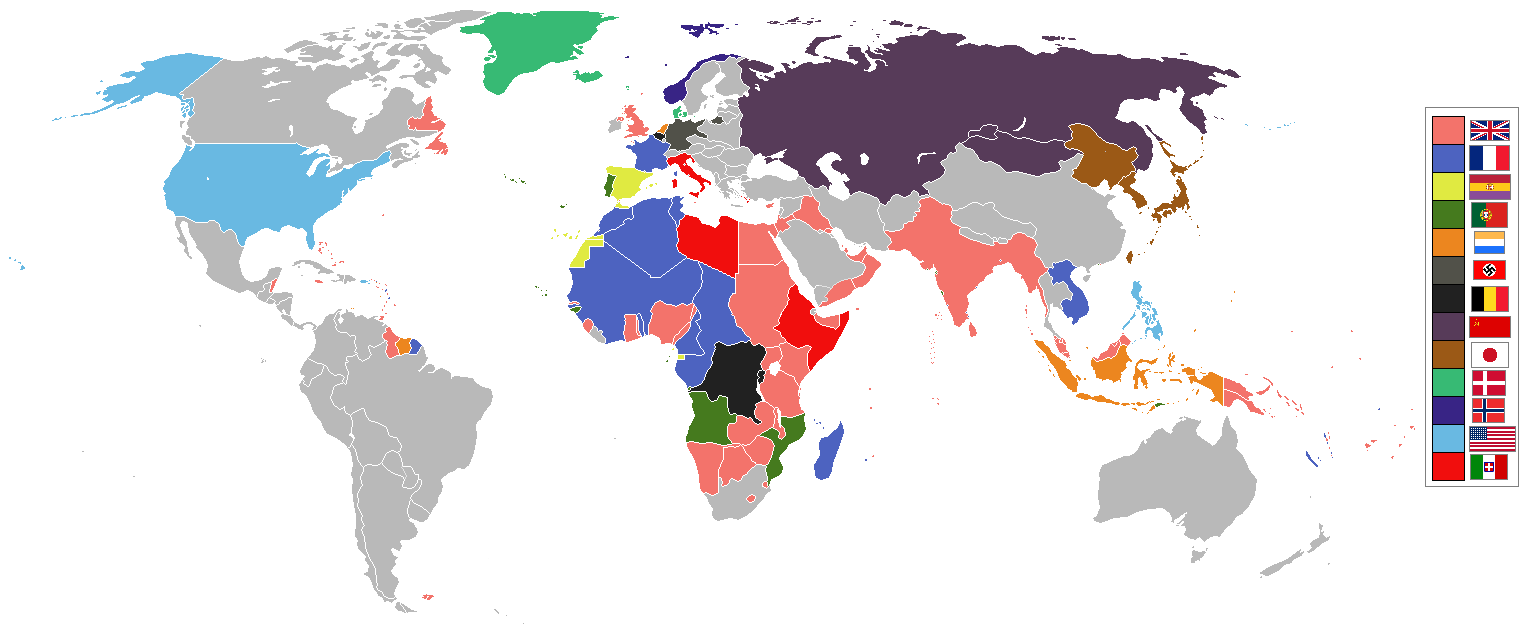
De koloniale situatie vlak voor de Tweede Wereldoorlog

Kolonisatie verwijst in de geschiedenis en de sociale geografie naar grootschalige volksverhuizingen, waarbij de migranten sterke banden onderhouden met hun land of dat van hun voorouders. Kolonisatie gaat vaak gepaard met kolonisten die eerdere bewoners volledig onteigenen, of juridische en andere structuren instellen die hen systematisch benadelen.

## Geschiedenis

### Kolonisatie van Europa
Als belangrijke historische kolonisaties zijn de volgende te noemen:

#### Vroege kolonisaties: Feniciërs en Grieken
De uit het huidige Libanon stammende Feniciërs en hun machtig geworden kolonie Carthago stichtten overal rond de Middellandse Zee koloniën. We vinden ze op de Afrikaanse noordkust en Iberische westkust. Deze versterkte steden waren deel van een uitgebreid handelsnetwerk.
De Griekse poleis hadden in de periode tussen 750 en 500 voor onze jaartelling een bevolkingsoverschot dat in Griekenland niet kon worden gehuisvest. Op Sicilië en in Zuid Italië, zozeer vergriekst dat de streek "Nieuw Griekenland" werd genoemd, op de noord- en zuidkust van Klein-Azië en in Zuid-Italië werden steden (kléruchiën) gesticht. Deze steden ("ap-oikia" of "ver van huis" genoemd) werden op Griekse wijze georganiseerd en behielden een band met hun Griekse moederstad of metropolis. Met de Griekse kolonisten werd ook de eeuwige bloedige rivaliteit tussen steden als Athene en Syracuse in de rest van het Middellandse Zeegebied verspreid.
Alexander de Grote stichtte overal in zijn op de Perzen veroverde Macedonische Rijk nieuwe steden, waarin zich veteranen van zijn leger vestigden.

#### De Romeinse kolonisatie
Het Romeinse Rijk vestigde overal waar gunstige omstandigheden zich boden koloniën. De nieuwe planmatig opgezette steden heetten coloniae. Enkele voorbeelden zijn Keulen (Colonia Claudia Ara Agrippinensium) en Orange (Colonia Julia Firma Secundanorum Arausio). In de coloniae werden de veteranen van de legioenen gehuisvest die met land in de omgeving waren beloond voor hun trouwe dienst.
Keizer Hadrianus stichtte overal in zijn rijk steden die koloniën en speerpunten van hellenisering en romanisering van het omringende gebied waren.
De bewoners waren, anders dan de leden van de stammen die in die omgeving woonden, Romeinse burgers.
De Romeinen gingen bij de kolonisatie uit van het profijtbeginsel. Hun veroverde gebieden en koloniën moesten òfwel een economisch nut hebben of een strategisch belang dienen.
Evenals bij de Griekse koloniën is de invloed van de Romeinse nederzettingen nog heden merkbaar. Zij zijn de verklaring voor de verbreiding van de Romaanse talen en zelfs van typisch Griekse of Romeinse gebarentaal die zich tot in deze tijd hebben weten te handhaven.

#### Middeleeuwen
De Grote Volksverhuizing in het begin van de middeleeuwen was een te weinig georganiseerd proces om van kolonisatie te kunnen spreken; bovendien werden de oorspronkelijke leefgebieden van die volkeren verlaten, zodat niet gesproken kan worden van uitbreiding, maar wel van verplaatsing van leefgebieden. Kolonisatie kwam wel voor bij de Vikingen die op Ierland, Groot-Brittannië, de Faeröer, IJsland, Groenland en op het Amerikaanse continent ("Vinland" of "Wijnland" genoemd) kolonisten vestigen. De sporen van deze bevolking zijn ook nu nog in de plaatselijke namen en gebruiken en in het DNA van de bevolking aan te wijzen.
Langs de zuidkust van de Oostzee hebben Duitsers eeuwenlang gebieden gekoloniseerd ten koste van de Slavische bevolking (de zogeheten "Ostsiedlung"). Duitse vorsten en de Duitse Orde bevorderden dit proces dat na de Tweede Wereldoorlog abrupt ten einde kwam.

### Kolonisatie in Azië

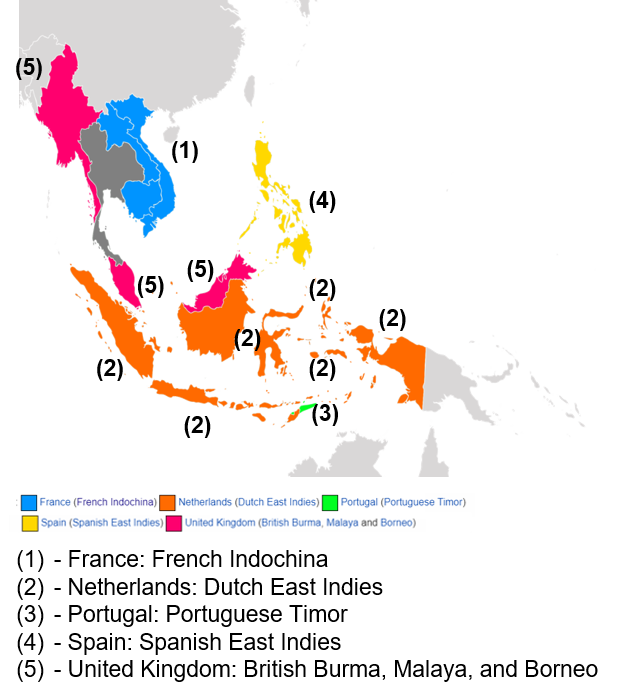
Europese kolonies in Zuidoost-Azië en kleine delen van Melanesië

Het Russische Rijk bezat in Siberië, in de Kaukasus, op de Aziatische steppen en tot 1867 in Alaska reusachtige dunbevolkte gebieden. De tsaren en de latere Sovjetregering hebben in deze gebieden een actieve kolonisatiepolitiek gevoerd. Het doel was behalve ontginning ook russificatie: het creëren van etnisch-Russische meerderheden.
Ook niet-Europese volkeren hebben grote gebieden gekoloniseerd. Opvallend is de kolonisatie van de eilanden in de Stille Oceaan. De Japanse expansie in Oost-Azië en in de Stille Oceaan aan het eind van de 19e en het begin van de 20e eeuw kan ook als zodanig aangemerkt worden. Het doel van deze kolonisatie was meer het verkrijgen van grondstoffen dan volksplanting.

## Niet-gekoloniseerde landen
Er zijn maar een paar landen of volkeren buiten Europa die nooit zijn veroverd of bezet door een ander land. Voorbeelden van landen die wel een koloniaal verleden hebben maar nooit zelf zijn bezet zijn Turkije en Japan. Deze twee landen hadden tot in de 20e eeuw een groot rijk, maar werden in respectievelijk de Eerste en Tweede Wereldoorlog teruggedrongen tot hun (schier)eilanden.
Hoewel in de dertiende eeuw het Seltsjoekse Rijk wordt vernietigd door de Mongolen, blijven in het westen van Anatolië nog veel onafhankelijke Beyliks bestaan, die uiteindelijk zouden leiden tot het Ottomaanse Rijk en Turkije. In de Eerste Wereldoorlog veroveren de geallieerde machten delen van Anatolië, maar moeten dit al snel opgeven tijdens de Turkse onafhankelijkheidsoorlog.
De Nederlanders hebben in Japan lang een eiland gehad, Dejima, maar de rest van Japan stond onder direct bestuur van de shogun en andere Europeanen riskeerden de doodstraf als zij het eiland betraden. Het eiland Dejima lag in de haven van Nagasaki en is door de Japanse shogun Tokugawa Iemitsu aangewezen als een van de weinige plekken waar de Europeanen aan land mochten komen.
Ook Thailand, Afghanistan, Iran, Nepal, Bhutan, Liberia, Somalië, Noord- en Zuid-Korea zijn (vrijwel) nooit gekoloniseerd. Ethiopië is voor korte tijd wel door Italië bezet, het Italiaans leger viel het land binnen in 1935 en versloeg het leger van keizer Haile Selassie in 1936. De Britten vielen het land in 1941 binnen in verband met de Tweede Wereldoorlog. Hierna werd het land bevrijd.
Somalië werd formeel nooit gekoloniseerd. De Somalische Derwisjen vochten, met de hulp van de Duitsers en de Ottomanen, met succes een oorlog tegen de Britten, Italianen, Fransen en Ethiopiërs. Gedurende de Eerste Wereldoorlog was Somalië de enige onafhankelijke islamitische staat in Afrika. Na de oorlog bombardeerden de Britten de hoofdstad Taleex. Rond 1920 werd Somalië bezet en veertig jaar later kreeg het zijn de jure-onafhankelijkheid.

## Hedendaagse kolonisaties
- China: Sinds de tweede helft van de 20e eeuw en het begin van de 21e eeuw binnen de Volksrepubliek China een kolonisatieproces aan de gang. Dalai lama Tenzin Gyatso beschuldigt de Chinese regering van een gedwongen kolonisatiepolitiek in Tibet. Het doel zou het reduceren van de Tibetanen tot een minderheid in hun eigen land zijn. Ook in Sinkiang wordt door massale inwijking van Han-Chinezen het voormalige Oeigoerië etnisch gekoloniseerd.

- Israël: Sinds de opkomst van het zionisme is Palestina door Joodse zionisten gekoloniseerd en hebben zij onder leiding van David Ben-Gurion in 1948 de staat Israël in dat gebied uitgeroepen. Daarbij werden de inheemse Palestijnen verdreven en hun dorpen verwoest, wat voor hen een ramp Al-Nakba betekende. Sinds Israël in 1967 de overige Palestijnse gebieden militair bezette vestigen zich steeds meer Joodse kolonisten in nederzettingen op de Westelijke Jordaanoever.

## Kolonisatie als biologisch begrip
In de biologie is kolonisatie het zich vestigen van organismen in een betrekkelijk leeg gebied, waar zich dan een nieuwe populatie vormt doordat er slechts weinig of geen concurrentie wordt ondervonden. Het biologische begrip kolonie slaat ook op een populatie (een groep bij elkaar levende organismen van dezelfde soort), of op een groep micro-organismen op een substraat of op een voedingsbodem.